# Helicobàcter
Els helicobàcters (Helicobacter) són un gènere d'eubacteris gramnegatius de forma espiral característica i que s'ha trobat en les parets estomacals i el conducte gastrointestinal superior i també en el fetge de diversos mamífers i ocells. L'espècie més coneguda és Helicobacter pylori, patogen humà que és el responsable de la majoria de casos d'úlcera pèptica i gastritis crònica.
Les espècies d'helicobàcters poden desenvolupar-se en les condicions fortament àcides dels estómacs mamífers produint grans quantitats d'ureasa, que fa augmentar el pH localment de ~2 fins a uns valors més habitables (pH 6-7). Els bacteris d'aquest gènere són susceptibles als antibiòtics com la penicil·lina, són microaerofílics (necessiten poques quantitats d'oxigen) i es mouen ràpidament gràcies als seus flagels.
Inicialment aquests bacteris es van incloure dins del gènere Campylobacter, però des de 1989 s'agrupen en el seu propi gènere.